# Heodes ultragordius
Heodes ultragordius är en fjärilsart som beskrevs av Ruggero Verity 1926. Heodes ultragordius ingår i släktet Heodes och familjen juvelvingar. Inga underarter finns listade i Catalogue of Life.